# كيم سبنسر
كيم سبنسر (بالإنجليزية: Kim Spencer)‏ هو صحفي أمريكي، ولد في 1948.